# اچ‌ام‌اس بدسوورث (ال۳)
اچ‌ام‌اس بدسوورث (ال۳) (به انگلیسی: HMS Badsworth (L03)) یک کشتی است که طول آن 85.34 m می‌باشد. این کشتی در سال ۱۹۴۱ ساخته شد.